# Klaus Lehmann (Künstler)

Klaus Lehmann (1998)

Klaus Lehmann (* 13. September 1927 in Berlin; † 9. Juni 2016 in Erbach) war ein deutscher Keramiker und Bildhauer.

## Leben
Lehmann begann 1948 ein Lehramtsstudium und studierte anschließend an der Werkkunstschule Kassel. Ab 1955 arbeitete er mit seiner Frau Signe Lehmann-Pistorius in einer eigenen Keramikwerkstatt im Odenwald. Bekannt wurde das Paar mit Werken aus einer Mischung von Gefäß und Plastik. Spätestens ab 1962 wandte sich Lehmann von der Gefäßkeramik ab und arbeitete als Bildhauer auf der Grundlage gebrannten Tons. Ab 1963 betrieb er eine eigene Werkstatt in Darmstadt.

## Werk
Klaus Lehmann arbeitete überwiegend mit Kleinformaten in stark reduzierter Formgebung. Die Arbeiten der Schaffensperiode in den 1970er und 1980er Jahren ist stark von der Minimal Art inspiriert. In der „Container-Serie“ schuf er rechteckige „Gefäße“, die an Häuser, Schreine, Tabernakel oder Schachteln erinnern und deren Zweck der Betrachter selbst entdecken muss. Im Spätwerk wurden Lehmanns Formen zunehmend freier und ungezwungener. Es entstanden polymorphe Gebilde. In den 2000er Jahren arbeitete Lehmann in einer Phase mit strenger und geometrischer Formgebung. Ende der 2000er-Jahre schuf er eine Serie von vorzugsweise elfenbeinweißen „Plätzen“ aus Platten, die er wie mit Zäunen eingrenzte. Außerdem zeichnete Lehmann ausgiebig.

## Arbeiten in Museen und Sammlungen (Auswahl)
Klaus Lehmann ist in vielen europäischen Sammlungen zur Keramikkunst vertreten:
- Museum für Angewandte Kunst Köln
- Hessisches Landesmuseum Darmstadt
- Museum für moderne Keramik, seit 1993 als Stiftung Hinder/Reimers beim Land Rheinland-Pfalz, Deidesheim
- Badisches Landesmuseum, Karlsruhe
- Kunstindustrimuseet, Oslo
- Nemzetközi Kerámia Stúdió, Kecskemét[4]
- Nordenfjelske Museum, Trondheim
- Hetjens-Museum, Düsseldorf
- Württembergisches Landesmuseum, Stuttgart
- Kunstgewerbemuseum in Prag
- Keramikmuseum Westerwald, Höhr-Grenzhausen
- Kunstsammlung der Veste Coburg[5]
- Grassi Museum, Leipzig
- Musée Ariana, Genf

## Einzel- und Gruppenausstellungen (Auswahl)
- 1972: Deutsche keramische Kunst der Gegenwart Sammlung Wolf. Badisches Landesmuseum, Karlsruhe[6]
- 1979: Deutsche Keramik ’79 Westerwaldpreis. Rastalhaus, Höhr-Grenzhausen[7]
- 1986: Deutsche Keramiker, Faenza
- 1987: Gefäße und Plastiken, Museum für Moderne Keramik, Deidesheim[8]
- 1987: 4. Biennale de Chateauroux „Céramique“, Centre National des Arts Plastiques, Chateauroux, Frankreich
- 1988: 10 Jahre Selection und Skulpturenpark in Bad Nauheim. 1979–1988, Bad Nauheim[9]
- 1989: Farbige Plastik. Leo Erb. Klaus Lehmann, Galerie in der Alten Hauptfeuerwache Mannheim
- 1991: Prag – Linz – Coburg, Gruppe 83
- 1993: Skulpturen aus Ton. Saarländisches Künstlerhaus Saarbrücken
- 2004: Biennale de la sculpture en céramique, Mamer, Luxemburg
- 2007: Kunstforum Solothurn

## Auszeichnungen
- 1960: 2. Alexander-Guilleaume-Preis, München
- 1989: Westerwaldpreis für keramische Plastik[1]
- 1991: Offenburgpreis

## Bibliographie (Auswahl)
- Klaus Lehmann. In: Hans Vollmer (Hrsg.): Allgemeines Lexikon der bildenden Künstler des XX. Jahrhunderts. Band 6, Nachträge H–Z. E. A. Seemann, Leipzig 1962, S. 198 (Textarchiv – Internet Archive – Leseprobe).
- Der dritte Weg. Über den keramischen Bildhauer Klaus Lehmann. In: KeramikMagazin. Jg. 29, Nr. 4/2007, ISSN 0172-6102. S. 16–21
- Serendipity. Klaus Lehmann Werkausstellung. Galerie Metzger, Johannesberg 2017, ISBN 978-3-00-055962-4
- Ingrid Vetter: Moderne Keramik des 20. Jahrhunderts. Bestandskatalog der Sammlung Hinder/Reimers des Landes Rheinland-Pfalz. Stuttgart 2007. ISBN 978-3-89790-275-6. S. 182 f.